# Лаврик Семен Семенович
Семе́н Семе́нович Ла́врик (20 жовтня (2 листопада) 1915, с. Велика Слобідка, тепер Кам'янець-Подільського району Хмельницької області — 7 липня 1990, Київ) — український лікар-гематолог. Член-кореспондент АН УРСР (1979). Заслужений діяч науки УРСР (1975).

## Біографічні відомості
Закінчив початкову школу в рідному селі, семирічну школу в Баговиці, Кам'янець-Подільську медичну школу (нині — Кам'янець-Подільське медичне училище), 1940 року Вінницький медичний інститут.
1946—1950 — директор Львівського науково-дослідного інституту переливання крові.
1950—1953 — завідувач Львівського обласного відділу охорони здоров'я.
січень 1953 — серпень 1954 — директор Станіславського медичного інституту.
серпень 1954 — листопад 1960 — перший заступник міністра охорони здоров'я УРСР.
1960—1970 — директор Київського науково-дослідного інституту гематології та переливання крові.
1970—1984 — ректор Київського медичного інституту.

## Наукова діяльність
Праці з питань переливання крові при травмах, гемотрансфузійному шоку тощо.

## Премії

Могила Семена Лаврика на Байковому кладовищі

- 1977 — премія імені Олександра Богомольця АН УРСР.
- 19 грудня 1992 року (посмертно) — Державна премія України в галузі науки та техніки за цикл праць «Створення наукових основ та методів кріоконсервування клітинних суспензій і їх застосування у медицині» (разом із групою учених, серед яких Аполлон Білоус, Володимир Луговий, Віктор Моїсеєв, Анатолій Гольцев, Олексій Воротілін, Галина Лобинцнва, Георгій Когут) [1].